# 克利緬特·季米里亞澤夫
克利緬特·阿爾卡季耶維奇·季米里亞澤夫（羅馬化：Kliment Arkadyevich Timiryazev；1843年5月22日—1920年4月28日），俄罗斯帝国植物学家和生理学家，查尔斯·达尔文进化论的主要支持者。他曾在彼得罗夫斯克学院建立了植物生理學系和实验室。